# Lithocarpus oogyne
Lithocarpus oogyne är en bokväxtart som först beskrevs av Friedrich Anton Wilhelm Miquel, och fick sitt nu gällande namn av Aimée Antoinette Camus. Lithocarpus oogyne ingår i släktet Lithocarpus och familjen bokväxter. Inga underarter finns listade.